# Бог-Творець

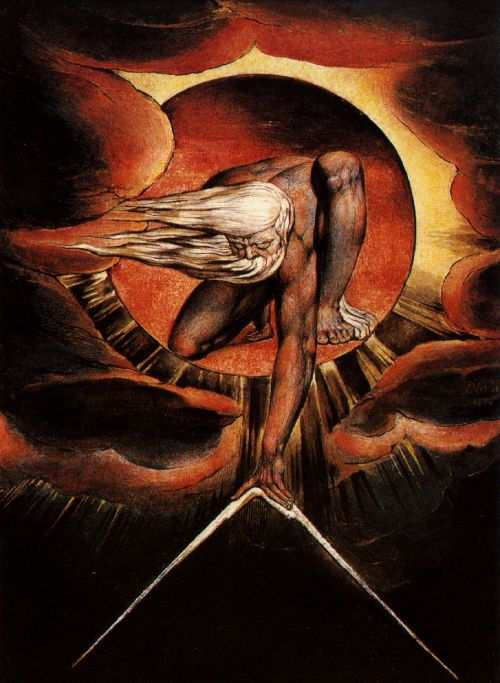
«Великий архітектор», Вільям Блейк, 1827 рік

Бог-Творець — божество або Бог, який створив Всесвіт чи брав участь у створенні світу.
У багатьох міфологіях світ був створений богами.
Приклади богів-творців: єгипетські Атум і Птах, зороастрійський Агура Мазда, Вішвакарма в індуїзмі, Анцва в абхазів і абазинів, Тха у черкесів, вірменський Арамазд, Віракоча інків, богиня Ільматар у фінів, Інмар в удмуртів, Кайракан в алтайців.
У германській міфології боги створили світ з тіла велетня Іміра, убивши його. Схожий сюжет — створення світу з тіла Пуруші в індуїстській міфології.
Приклади пар, які створили світ: Ідзанаґі і Ідзанамі в синтоїзмі, Абзу і Тіамат у шумерів, Ґеб і Нут у єгиптян, Рангі й Папа у маорі.
Іноді сюжетом космогонічних міфів є протистояння сил створення і сил руйнування. Такі міфи властиві дуалістичним міфологіям. Такими парами є Агура Мазда і Анхра-Майнью, Єн і Омель, Кугу-Юмо і Йин.
У давньогрецькій міфології праматерю світу вважається Гея, яка народилася слідом за Хаосом. Є матір'ю Урана і від нього інших богів, циклопів, титанів, ериній, гігантів, гір, морів, чудовиськ, героїв.
В юдаїзмі — Ягве, Елогім; в християнстві — Бог Отець; в ісламі — Аллах.